# 2019-20 V.LEAGUE DIVISION3
2019-20 V.LEAGUE DIVISION3は、2019年11月から2020年2月まで開催される2019-20V.LEAGUEのDIVISION3（V3、3部相当）である。

## 概要
男子は、昨シーズンの6チームのうち3チームがS2ライセンスを取得したためV2リーグに昇格。Safilva北海道が新たに参入し、4チームとなった。女子は、S3ライセンス保持チームがルートインホテルズ Brilliant Ariesのみで、V.LEAGUEライセンスを保持している他の全チームがV2リーグ以上に在籍のため、特例でV2リーグに編入された。そのため、V3リーグは昨シーズン同様男子のみが行われ、5回戦総当たりで優勝を争う。
入替戦は行われず、来シーズンのS2ライセンスを取得したチームがＶリーグ機構理事会の承認を得てV2リーグ昇格となる。V3リーグでは、Safilva北海道がS2ライセンスを取得した。

## 男子

### 日程
2019年11月23日 - 2020年2月16日

### 出場チーム
2019年5月に2019-20V.LEAGUE編成が発表された。V3男子の出場チームは以下の4チームである。また、同年10月に来シーズンのV.LEAGUEライセンス交付結果も発表され、Safilva北海道（Vリーグでは「サフィルヴァ」と記述）のみがS2ライセンスを取得。Ｖリーグ機構理事会の承認を得ればV2リーグ昇格となる。

| チーム                         | 所在 都道府県 | 2018-19 シーズン | 2020-21 ライセンス | 備考                   |
| ------------------------------ | ------------- | ---------------- | ------------------ | ---------------------- |
| 近畿クラブスフィーダ           | 大阪府        | V3 3位           | S3                 |                        |
| 奈良ドリーマーズ               | 奈良県        | V3 4位           | S3                 |                        |
| トヨタモビリティ東京スパークル | 東京都        | V3 6位           | S3                 |                        |
| サフィルヴァ北海道             | 北海道        | -                | S2                 | 当シーズンより新規参入 |

### 大会方式
参加4チームによる5回戦総当たりを行う。各チーム計15試合行い、最も良い成績を残したチームが優勝となる。

### 順位決定方式
以下の優先順位で順位を決定する。
1. 勝利数
2. ポイント
3. セット率
4. 得点率
5. 当該チーム間の対戦成績

ポイントの付与
各試合ごとに以下の通りポイントが付与される。
| 条件                                       | 付与ポイント |
| ------------------------------------------ | ------------ |
| セットカウント「3-0」あるいは「3-1」で勝利 | 3点          |
| セットカウント「3-2」で勝利                | 2点          |
| セットカウント「2-3」で敗戦                | 1点          |
| セットカウント「1-3」あるいは「0-3」で敗戦 | 0点          |

### V・レギュラーラウンド
|      |                                | 試合 | 試合 | Pts | セット | セット | セット   | 得点 | 得点 | 得点   |
| 順位 | チーム                         | 勝   | 敗   | Pts | 得     | 失     | セット率 | 得点 | 失点 | 得点率 |
| ---- | ------------------------------ | ---- | ---- | --- | ------ | ------ | -------- | ---- | ---- | ------ |
| 1    | 奈良ドリーマーズ               | 12   | 3    | 31  | 39     | 24     | 1.625    | 1463 | 1337 | 1.094  |
| 2    | 近畿クラブスフィーダ           | 10   | 5    | 29  | 33     | 23     | 1.435    | 1306 | 1265 | 1.032  |
| 3    | サフィルヴァ北海道             | 7    | 8    | 24  | 31     | 27     | 1.148    | 1292 | 1296 | 0.997  |
| 4    | トヨタモビリティ東京スパークル | 1    | 14   | 6   | 15     | 44     | 0.341    | 1205 | 1368 | 0.881  |

出典：

### 最終順位
| 順位 | チーム                         |
| ---- | ------------------------------ |
| 1    | 奈良ドリーマーズ               |
| 2    | 近畿クラブスフィーダ           |
| 3    | サフィルヴァ北海道             |
| 4    | トヨタモビリティ東京スパークル |

|  | V2リーグ昇格 |

サフィルヴァ北海道が次年度のV2ライセンスを取得したため、V2ヘ昇格となった。

### 表彰
全日程終了後、以下のように個人賞が発表された。
個人賞
| 賞の名称         | 受賞者氏名 | 所属チーム名                   | 記録   | 受賞回数 | 備考                         |
| ---------------- | ---------- | ------------------------------ | ------ | -------- | ---------------------------- |
| 最高殊勲選手賞   | 有津翔太   | 奈良ドリーマーズ               | －     | 初受賞   |                              |
| 敢闘賞           | 本多駿     | 近畿クラブスフィーダ           | －     | 初受賞   |                              |
| 最優秀新人賞     | 新山駿     | トヨタモビリティ東京スパークル | －     | －       |                              |
| 得点王           | 片野坂拓人 | 奈良ドリーマーズ               | 258点  | 初受賞   | 最高得点                     |
| スパイク賞       | 奥田基嗣   | サフィルヴァ北海道             | 52.3%  | 初受賞   | アタック決定率               |
| ブロック賞       | 笠原佑斗   | サフィルヴァ北海道             | 0.87本 | 初受賞   | セット当たりブロック決定本数 |
| サーブ賞         | 十良澤太一 | サフィルヴァ北海道             | 10.1%  | 初受賞   | サーブ効果率                 |
| サーブレシーブ賞 | 新山駿     | トヨタモビリティ東京スパークル | 66.9%  | 初受賞   | サーブレシーブ成功率         |